# ۱۰۶۳ (قمری)
۱۰۶۳ (قمری)، هزار و شصت و سومین سال در گاهشماری هجری قمری است. اول محرم این سال برابر با دوم دسامبر سال ۱۶۵۲ میلادی است.